# Grid (Hunyad megye)
Grid (románul: Grid) település Romániában, Erdélyben, Hunyad megyében.

## Fekvése
Pusztakalántól keletre fekvő település.

## Története
Geréd nevét 1392-ben p. Gred in d-u de Dewa néven említette először oklevél. 1490-ben p. Gered, 1505-ben p. Gyryd, 1733-ban és 1913-ban Grid néven írták.
1505-ben a Szentgyörgyi, Geredi, Szálláspataki, N. Ungor, D. Árka, Vingárti Geréb, Bélai, Folti és más családok voltak birtokosai.
A trianoni békeszerződés előtt Hunyad vármegye Szászvárosi járásához tartozott.
1910-ben 1187 lakosából 1141 román , 17 magyar volt. Ebből 812 görögkeleti ortodox, 363 görögkatolikus, 10 római katolikus volt.